# Urolophus orarius
Urolophus orarius är en rockeart som beskrevs av Last och Martin F. Gomon 1987. Urolophus orarius ingår i släktet Urolophus och familjen Urolophidae. IUCN kategoriserar arten globalt som starkt hotad. Inga underarter finns listade i Catalogue of Life.